# 河辺虎四郎
河辺 虎四郎（かわべ とらしろう、1890年（明治23年）9月25日 - 1960年（昭和35年）6月25日）は、日本の陸軍軍人、最終階級は中将。富山県出身。

## 人物
1890年（明治23年）9月、富山県礪波郡苗加村に河辺純三の四男として生まれる。河辺正三大将（陸士19期歩兵科）は兄、瀧田俊吾軍医大佐は弟である。1905年（明治38年）に正三、虎四郎兄弟は陸軍士官学校、名古屋陸軍幼年学校に合格している。兄弟は草鞋ばきでそれぞれの受験地金沢までの往復を共にした（草地貞吾著『将軍32人の｢風貌｣｢姿勢｣』p.42,43）。
その後、1912年（明治45年）5月に陸士第24期砲兵科を卒業。このクラスは鈴木宗作、櫛淵鍹一、酒井康、柴山兼四郎、秋山徳三郎、甘粕正彦、岸田國士など多士済々であった。同年12月、名古屋城敷地内に駐屯する第3師団所属野砲兵第3連隊に同期生細川忠康とともに配属。1921年（大正10年）には陸軍大学校第33期を優等（軍刀組）で卒業している。以降、作戦畑を歩みながら関東軍参謀、近衛野砲兵連隊長、第7飛行団長といった部隊職、ソビエト連邦やドイツの大使館付武官も経験している。
特に昭和軍事史のターニングポイントとなる柳条湖(溝)事件時は参謀本部作戦班長、盧溝橋事件時は参謀本部戦争指導課長という枢要なポストにいて、独断専行の現地陸軍部隊を時の上司（満州事変時は今村均作戦課長、日中戦争時は石原莞爾作戦部長）と協力して引留めようと努力した。とくに盧溝橋事件では、支那駐屯歩兵旅団長（少将）だった実兄の正三が現場責任者という皮肉な巡り合わせを経験している。また、作戦課長時代には戦争指導のため出張、中国大陸の部隊を訪れている最中に、戦争拡大を目論む勢力によって浜松陸軍飛行学校教官へ左遷されるという憂き目にあっている。それ以降は、陸軍中央からは遠ざけられており、河辺が再び参謀本部への復帰を果たすのは戦争末期の1945年（昭和20年）に入ってからである。
敗戦後の8月18日、アメリカ政府から降伏条件遂行のため代表者をマニラに派遣するように要求があった。参謀次長であった河辺が全権委員に任ぜられて外務省調査局長岡崎勝男、陸軍少将天野正一、海軍少将横山一郎とマニラに赴いた。その帰路の8月20日、搭乗機が遠州灘沖で遭難し、鮫島海岸（現静岡県磐田市）に不時着したが無事に東京に帰還した（詳細は緑十字飛行を参照）。1947年（昭和22年）11月28日、公職追放仮指定を受けた。
連合国軍最高司令官総司令部（GHQ）参謀2部（G2）部長のチャールズ・ウィロビーに接近し、1948年（昭和23年）、軍事情報部歴史課に特務機関「河辺機関」を結成。辰巳栄一（28期歩兵科）も関わる。河辺機関へのGHQからの援助は1952年（昭和27年）で終了したため、河辺機関の旧軍幹部（佐官級）はG2の推薦を受けて保安隊に入隊している。河辺機関はその後、「睦隣会」に名称変更した後に、内閣調査室のシンクタンクである「世界政経調査会」になった。そのため、初期の内閣調査室には河辺機関出身者が多く流入している。

## 略歴
1912年（明治45年/大正元年）
5月 陸軍士官学校（24期）卒業。
12月 砲兵少尉。野砲兵第3連隊附。
1915年（大正4年）
12月 砲兵中尉。陸軍砲工学校卒業。
1920年（大正9年）
8月 砲兵大尉。
1921年（大正10年）
11月 陸軍大学校（33期）卒業。野砲兵第3連隊中隊長。
1922年（大正11年）
11月 参謀本部附勤務（作戦課）。
1923年（大正12年）
8月 参謀本部員。
1927年（昭和2年）
7月 砲兵少佐。
1928年（昭和3年）
12月 陸軍大学校兵学教官。
1929年（昭和4年）
4月 参謀本部員（作戦課）。
1931年（昭和6年）
3月 参謀本部作戦班長。
8月 砲兵中佐。
1932年（昭和7年）
1月 駐ソビエト連邦大使館付武官。
1934年（昭和9年）
3月 参謀本部附。
8月 関東軍参謀。
1935年（昭和10年）
8月 砲兵大佐。関東軍司令部第2課長。
1936年（昭和11年）
3月 近衛野砲兵連隊長。
1937年（昭和12年）
3月 参謀本部戦争指導課長。
4月 兼軍令部員。
11月 兼大本営海軍部参謀。
12月 参謀本部作戦課長。
1938年（昭和13年）
3月 浜松陸軍飛行学校教官。
7月 少将。浜松陸軍飛行学校附。
10月 駐ドイツ大使館付武官。
1939年（昭和14年）
12月 参謀本部付。
1940年（昭和15年）
3月 下志津陸軍飛行学校附。
9月 第7飛行団長。
1941年（昭和16年）
7月 防衛総司令部総参謀長。
8月 中将。
12月 陸軍航空総監部総務部長。
1943年（昭和18年）
5月 第2飛行師団長。第2航空軍司令官。
1944年（昭和19年）
8月 陸軍航空総監部次長。
1945年（昭和20年）
4月 参謀次長。
8月15日 終戦。
10月 予備役。
12月 東海復員監。
1948年（昭和23年）
「河辺機関」を結成。
1960年（昭和35年）
6月25日 死去。

## 栄典
位階
- 1913年（大正2年）2月20日 - 正八位[6]
- 1941年（昭和16年）9月15日 - 従四位
- 1943年（昭和18年）10月1日 - 正四位

勲章等
- 1940年（昭和15年）8月15日 - 紀元二千六百年祝典記念章[7]

## 著書
- 『市ヶ谷台から市ヶ谷台へ 最後の参謀次長の回想録』（時事通信社、1962年）
  - 新版『河辺虎四郎回想録 市ヶ谷台から市ヶ谷台へ』（毎日新聞社、1979年）
- 河邊虎四郎文書研究会 編『承詔必謹 陸軍ハ飽マデ御聖断ニ従テ行動ス』（国書刊行会、2005年） ISBN 4-336-04713-8
防衛研究所所蔵の河辺日記と、上記回想録を対応する形で編纂された書籍。